# Père-David-Rötelmaus
Die Père-David-Rötelmaus oder Père Davids Rotrücken-Wühlmaus (Eothenomys melanogaster) ist eine Nagetierart aus der Unterfamilie der Wühlmäuse (Arvicolinae). Sie kommt in großen Teilen des südlichen China sowie auf Taiwan und in den angrenzenden Regionen in Indien, Myanmar, Thailand und Vietnam vor. Die Art wurde nach dem französischen Geistlichen und Naturkundler Jean Pierre Armand David benannt und von Gerrit Smith Miller als Typusart für die Gattung Eothenomys gewählt.

## Merkmale
Die Père-David-Rötelmaus ist eine vergleichsweise große Art der Gattung und erreicht eine Kopf-Rumpf-Länge von 8,7 bis 10,8 Zentimetern mit einem Schwanz von 2,1 bis 4,2 Zentimetern Länge. Die Hinterfußlänge beträgt 15 bis 17 Millimeter, die Ohrlänge 10 bis 12 Millimeter. Sie ist damit relativ klein im Vergleich zu nahe verwandten Arten. Tiere aus Populationen in Sichuan und Yunnan sind im Durchschnitt kleiner als Tiere aus Ostchina. Das Rückenfell ist dunkelbraun, manchmal schwarzbraun bis fast schwarz. Das Bauchfell ist schiefergrau, teilweise mit sandfarbener oder brauner Einwaschung. Der Schwanz ist mittellang für eine Art des Eothenomys-melanogaster-Artenkomplexes, er ist oberseits dunkelbraun und unterseits etwas heller braun.

## Verbreitung
Die Père-David-Rötelmaus kommt in großen Teilen des südlichen China sowie auf Taiwan und in den angrenzenden Regionen in Indien, Myanmar, Thailand und Vietnam vor. In China lebt sie in Teilen von Sichuan, Anhui, Guangdong, dem westlichen Yunnan, dem Südosten von Xizang, dem südlichen Gansu und dem südwestlichen Shaanxi. In Nordindien ist die Art aus den Mishmi-Bergen und dem Oberlauf des Noa-Dihing in Arunachal Pradesh dokumentiert und in Südostasien gibt es Nachweise im Norden von Myanmar, dem extremen Nordwesten von Vietnam sowie in einem isolierten Gebiet in Thailand. Die Höhenverbreitung reicht von 700 bis 3000 Meter.

## Lebensweise
Die Père-David-Rötelmaus lebt vor allem in gemäßigten Rhododendron- und Kiefernbeständen in Bergregionen in Höhen von 700 bis 3000 Metern, in südlicheren Gebieten kommt sie in offeneren Gebieten und auch in landwirtschaftlich genutzten Flächen nahe der Waldgrenzen vor. In Südostasien leben die Tiere in tropischen und subtropischen Bergwaldregionen und gemäßigten Wäldern, wobei sie sich im Laub am Waldboden aufhalten.
Die Tiere sind primär herbivor und ernähren sich von verschiedenen Pflanzenteilen. Die Männchen haben ein durchschnittliches Territorium von 417 m², die Weibchen von 467 m², wobei sich die einzelnen Territorien auch der gleichen Geschlechter stark überlappen und keine Territorialkonflikte entstehen. Die Fortpflanzungszeit liegt im Februar bis März und dann erneut im September bis Oktober, die maximalen Bestandszahlen erreichen die Tiere im Mai bis Juni.

## Systematik
Die Père-David-Rötelmaus wird als eigenständige Art innerhalb der Gattung Eothenomys eingeordnet, die aus acht Arten besteht. Die wissenschaftliche Erstbeschreibung stammt vom französischen Zoologen Alphonse Milne-Edwards, der die Art 1871 anhand von Individuen aus Baoxing (früher Moupin) im Westen von Sichuan beschrieb. Teilweise wurde die Kachin-Rötelmaus (Eothenomys cachinus) der Art zugeordnet, heute gilt diese gemeinsam mit der Père-David-Rötelmaus und der Yunnan-Rötelmaus (Eothenomys miletus) als eigenständige Art im Eothenomys-melanogaster-Artenkomplex.
Innerhalb der Art werden mehrere Unterarten unterschieden. Smith & Yan Xie 2009 beschreiben für die Verbreitungsgebiete in China und auf Taiwan sechs Unterarten:
- Eothenomys melanogaster melanogaster im Westen von Sichuan, dem Süden von Gansu und dem Osten von Shaanxi.
- Eothenomys melanogaster chenduensis in Sichuan.
- Eothenomys melanogaster colurnus im Osten von Sichuan östlich von Anhui und südlich von Guangdong.
- Eothenomys melanogaster kanoi auf Taiwan.
- Eothenomys melanogaster libonotus im Westen von Yunnan und im Südosten von Xizang. Agrawal 2000 erkennt diese Unterart auch im indischen Arunachal Pradesh und in Myanmar an.[4]
- Eothenomys melanogaster mucronatus im Südwesten von Sichuan.

## Status, Bedrohung und Schutz
Die Père-David-Rötelmaus wird von der International Union for Conservation of Nature and Natural Resources (IUCN) als nicht gefährdet (Least concern) eingeordnet. Begründet wird dies mit dem großen Verbreitungsgebiet und den angenommenen großen Beständen der Art, die auch in geschützten Gebieten vorkommt. Potenzielle Gefährdungsrisiken für die Gesamtbestände der Art bestehen nicht, lokal sind sie vor allem in Südostasien durch Lebensraumverluste und Entwaldungen im Verbreitungsgebiet durch die Ausbreitung landwirtschaftlich genutzter Flächen und Siedlungsgebieten gefährdet.

## Belege
1. 1 2 3 4  Darrin Lunde, Andrew T. Smith: Père David's Chinese Vole. In: Andrew T. Smith, Yan Xie: A Guide to the Mammals of China. Princeton University Press, Princeton NJ 2008, ISBN 978-0-691-09984-2, S. 224.
2. 1 2 3  Eothenomys melanogaster. In: Don E. Wilson, DeeAnn M. Reeder (Hrsg.): Mammal Species of the World. A taxonomic and geographic Reference. 2 Bände. 3. Auflage. Johns Hopkins University Press, Baltimore MD 2005, ISBN 0-8018-8221-4.
3. 1 2 3 4 5 6 7  Eothenomys melanogaster in der Roten Liste gefährdeter Arten der IUCN 2016.2. Eingestellt von: D. Lunde, G. Musser, S. Molur, 2008. Abgerufen am 17. Oktober 2016.
4. ↑  V. C. Agrawal: Taxonomic Studies on Indian Muridae and Hystricidae (Mammalia: Rodentia). Records of the Zoological Survey of India, Occasional Paper Nr. 180, 2000, S. 1–177 (hier S. 35).